# Molosserhund

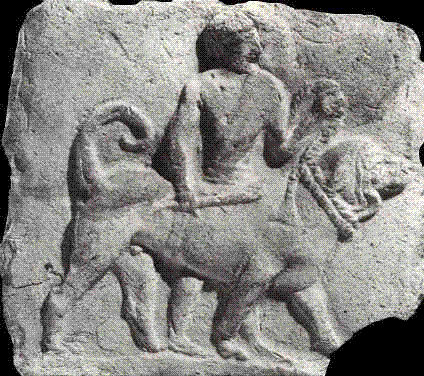
En relief med molosserhundar från Assurbanipals palats i Babylon, 700-talet fvt. Reliefen finns i British Museum i London.

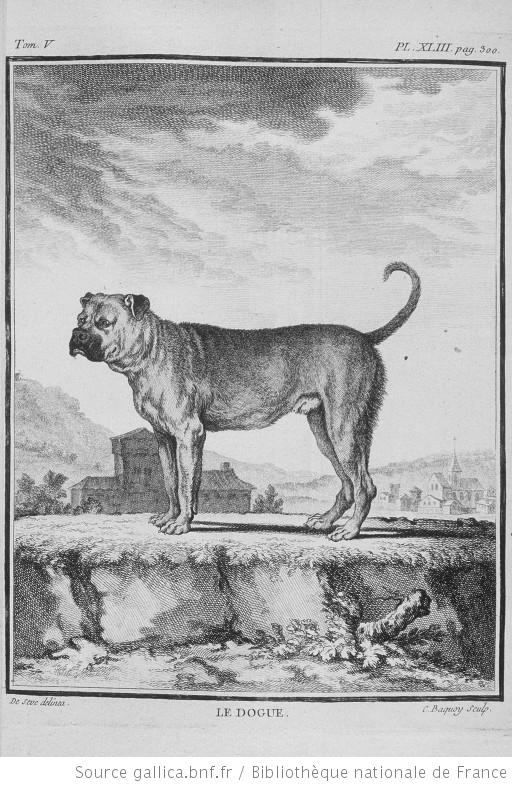

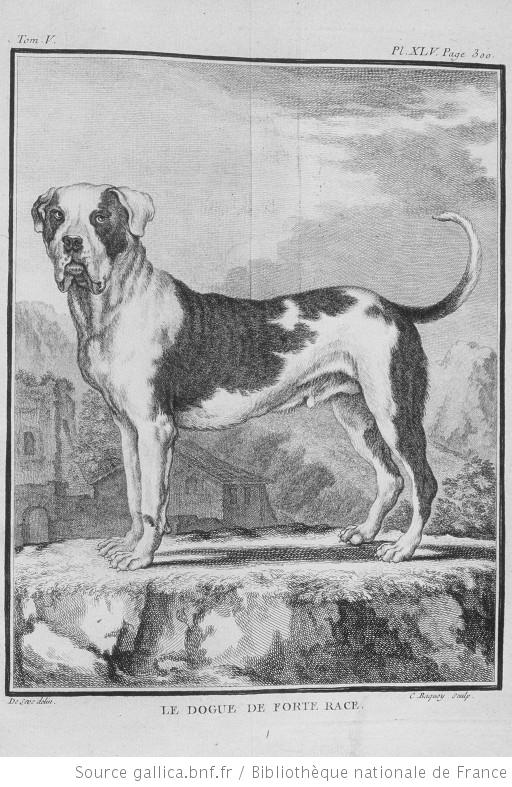
Två olika molosserhundar från Georges-Louis Leclerc de Buffons (1707-1788) stora naturalhistoria från mitten av 1700-talet.

Molosserhundar är en hundrastyp som i dagligt tal oftare kallas för mastiffer eller doggar. Enligt den internationella kennelfederationen Fédération Cynologique Internationales (FCI) klassifikation ingår de i rasgruppen Schnauzer och pinscher, molosser och bergshundar samt sennenhundar, sektionen Molosser- och bergshundar (grupp2, sektion 2), där molosserhundarna utgör en egen undergrupp skild från stora herdehundar och bergshundar. Till den senare gruppen räknas dock mastin español, pyreneisk mastiff och tibetansk mastiff. Det finns även dvärghundar av molossertyp samt terrier av bulldoggtyp.
Molosserhundarna tros härstamma från de doggliknande hundraser som romarna använde.
Molosserhundarna tros ha sitt ursprung från Centralasiens och Tibets högländer. De lär ha utvecklats för cirka 8 000 år sedan och rasen spreds från Tibet både österut (mot Kina) och söderut (mot Indien och Persien - nu Iran). För cirka 6 000 år sedan följde hundarna invandrare och spreds vidare mot Egypten, mindre Asien (nuvarande Turkiet) och Grekland. Det finns marmorstatyer av molosserhundar från Persepolis på Irans Nationalmuseum.
Molosserhundarna upptäcktes av bland andra Alexander den store (ca 400 fvt) i nuvarande Irak (då Assyrien). Han var mycket imponerad av hundarna och tog med sig några. Han skapade vad man skulle kunna kalla den första molosskenneln. Hundarna parades med andra hundar från Makedonien och resultatet blev "molossern".

## Molosserhundar
- American Bulldog (Amerikansk Bulldogg)
- Boxer
- Broholmer
- Boerboel
- Bullmastiff
- Cane corso (Cane corso italiano)
- Cão fila de são miguel
- Dalbohund
- Dogo argentino
- Dogo canario
- Dogue de bordeaux (Bordeauxdogg)
- Engelsk bulldogg
- Fila brasileiro
- Grand danois (Deutsche Dogge)
- Mastiff (Engelsk mastiff)
- Mastino napoletano (Neapolitansk mastiff)
- Perro dogo mallorquín (Ca de bou, Mallorcamastiff)
- Rottweiler
- Shar pei
- Tosa (Tosa inu)

## Dvärghundar av molossertyp
- Bostonterrier
- Fransk bulldogg
- Mops